# Peter Marc Jacobson
Pour l'acteur américain homonyme, voir Peter Jacobson.
Peter Marc Jacobson, né le 27 octobre 1957 à Flushing (Queens, New York), est un acteur, scénariste et producteur américain.
Il a rencontré sa future épouse, Fran Drescher, alors qu'ils allaient tous deux dans un cours de théâtre à la High School de Hillcrest.
Dans les années 1970, Peter déménage en Californie avec Fran. Ensemble, le couple a fait de nombreux petits films (Gorp en 1980 et d'autres).
Peter a écrit un spin-off de Madame est servie (1984) à la fin des années 1980, appelé Charmed Lives. Toujours déterminés, les deux ont coécrit le pilote de la série télévisée Une nounou d'enfer (1993) qui est devenue une série à succès. Lorsque Peter Marc Jacobson découvre son homosexualité, en 1996, le couple se sépare, puis  divorce en 1999.

## Producteur
- Ce que j'aime chez toi (What I like about you) (producteur consultant ; 18 épisodes, 2004-2005), (coproducteur exécutif ; 16 épisodes, 2005-2006)
- La Belle et la Brute (The Beautician and The Beast (en)) qu'il produit avec Fran Drescher en 1996.

- Une nounou d'enfer (The Nanny)(producteur exécutif ; 122 épisodes, 1993-1999), (coproducteur exécutif ; 23 épisodes, 1993-1994)

- Happily Divorced (producteur exécutif ; 22 épisodes, 2011-2013)

### Écrivain
- Ce que j'aime chez toi (What I like about you) (5 épisodes, 2004-2006)

- Une nounou d'enfer (The Nanny) (145 épisodes, 1993-1999)

- Madame est servie (Who's the Boss?) (1984 ; nombre indéterminé d'épisodes)

- Happily Divorced (10 épisodes, 2011)

### Acteur
- Happily Divorced (2 épisodes, 2011)
- Une nounou d'enfer (3 épisodes, 1994-1999)
- Matlock (2 épisodes, 1990-1993)
- Beverly Hills, 90210 (1 épisode, 1991)
- Babes (1 épisode, 1991)
- Murphy Brown (1 épisode, 1990)
- Booker (1 épisode, 1990)

### Directeur
- The Nanny Reunion: A Nosh to Remember (2004)
- Happily Divorced (2 épisodes, 2012)

### Vie personnelle
Jacobson et Fran Drescher se sont mariés en 1978, lorsque les deux étaient âgés de 21 ans. Ils ont déménagé à Los Angeles pour lancer leur carrière. Jacobson et Drescher divorcent en 1999, après avoir été séparés pendant un certain nombre d'années. Le couple n'avait pas d'enfants. Jacobson découvre son homosexualité après que leur mariage a pris fin. Le couple a développé la série télévisée Happily Divorced (Heureusement Divorcé) pour TV Land basé sur leur vie.